# Hrekove Druhe, Bârzula
Hrekove Druhe (în ucraineană Грекове Друге) este un sat în comuna Cuialnic din raionul Bârzula, regiunea Odesa, Ucraina.

## Demografie
Componența lingvistică a localității Hrekove Druhe
     Ucraineană (60,71%)
     Rusă (21,43%)
     Română (17,86%)
Conform recensământului din 2001, majoritatea populației localității Hrekove Druhe era vorbitoare de ucraineană (60,71%), existând în minoritate și vorbitori de rusă (21,43%) și română (17,86%).